# Aratinga jandaya
La cotorra jandaya también conocido como cotorrita jandaya o conuro jandaya (Aratinga jandaya) es una especie de ave de tamaño mediano de la familia de los loros o papagayos (Psittacidae). Habita las zonas forestadas del noreste de Brasil.
Fue descubierta por el naturalista alemán Johann Friedrich Gmelin en 1788.

## Descripción
La cotorra Jandaya es un papagayo de tamaño mediano y cola larga, de aproximadamente 30 cm de largo. Su cabeza, cuello y vientre son de color amarillo anaranjado, y su cola es verde, con plumas azules y amarillas. Aunque físicamente es parecida a la cotorra solar (Aratinga solstitialis), la cotorra Jandaya puede diferenciarse por su plumaje completamente verde en las alas y la parte superior de la cola, en contraste de las plumas amarillas de la Aratinga solstitialis. Las patas y el pico de esta ave son de color grisáceo oscuro, y sus ojos son negros, rodeados por un círculo blanco (anillo periocular).
No posee dimorfismo sexual, por lo que es difícil diferenciar a la hembra del macho a simple vista. Algunos investigadores han señalado que la cabeza de la hembra es de menor tamaño que la del macho, pero esto no ha podido comprobarse con estudios fehacientes.
El canto de la cotorra Jandaya es muy ruidoso y agudo. No posee el tono alto de la llamada de la cotorra solar.

## Reproducción

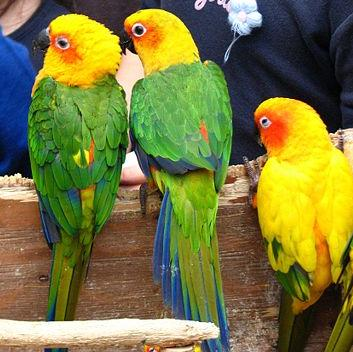
Dos cotorras Jandaya (centro) y una cotorra solar (derecha) en Kōbe, Japón.

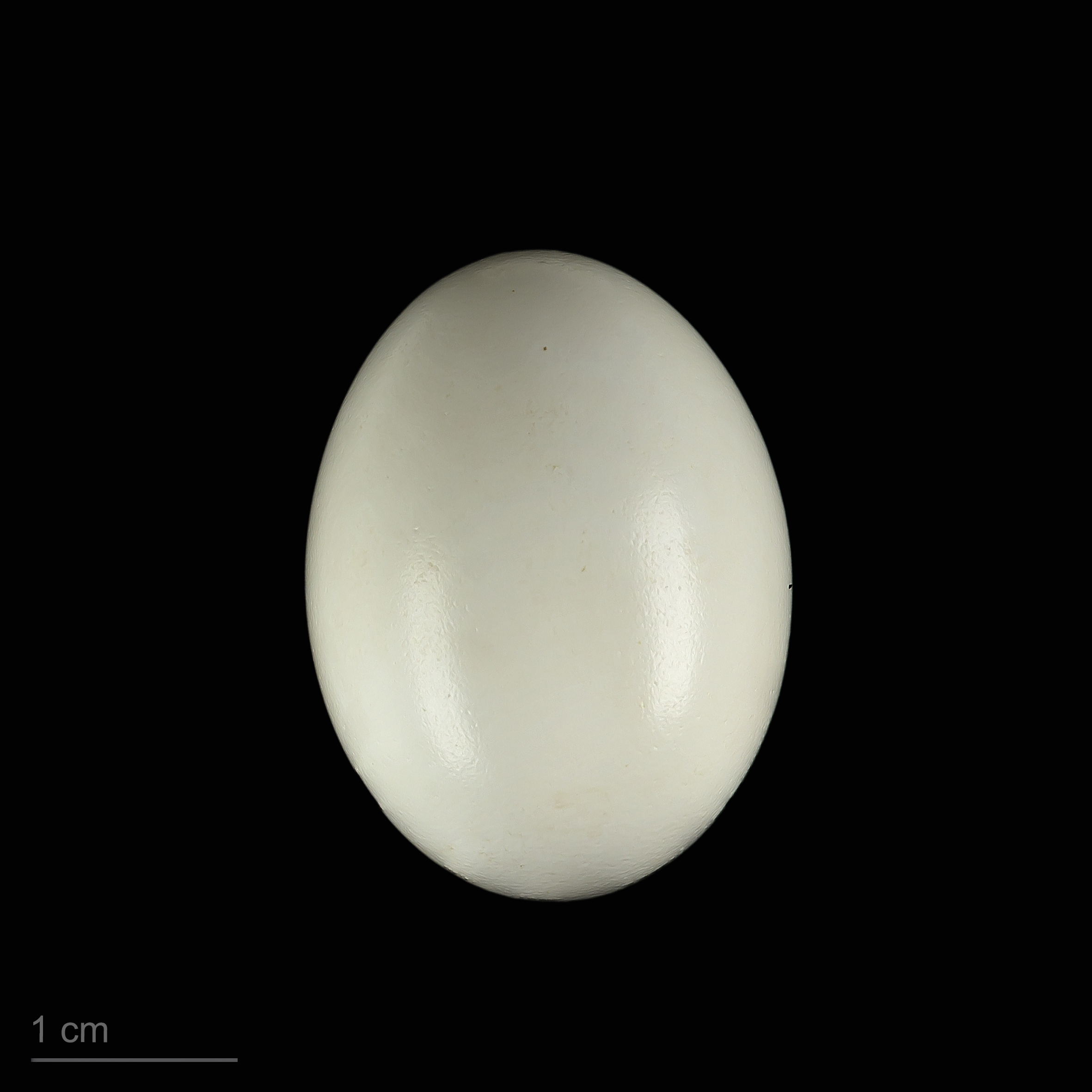
Aratinga jandaya - MHNT

La cotorra Jandaya anida en tres huecos, por lo general en una ubicación que esté por lo menos 15 metros por encima del suelo. En cautiverio, la hembra deposita entre 3 y 6 huevos, los que tendrá que incubar durante los siguientes 26 días, aproximadamente. Ambos padres alimentan a los pichones hasta que están listos para valerse por sí mismos, a los 2 meses de edad.

## Alimentación
Se alimenta de semillas (tanto germinadas como cerradas), frutas, hortalizas, nueces y porotos (frijoles). En cautiverio puede comer arroz integral cocinado e incluso pastas. El chocolate, la cafeína y el aguacate (palta) le resultan tóxicos y pueden provocarle desde grandes dificultades físicas hasta la muerte.

## Avicultura
Esta especie puede vivir más de treinta años en cautiverio.
Al igual que varias especies de cotorras que pueden tenerse como animales de compañía, las cotorras Jandaya se destacan por su disposición sociable y dulce y su naturaleza juguetona; además, tienen gran habilidad para aprender nuevos trucos y son animales adecuados para convivir con niños. Son aves muy inteligentes, y pueden aprender varias palabras y frases, aunque no se distinguen por su habilidad parlante.
Estas aves necesitan tener entretenimiento e interacción con sus pares humanos si están en cautiverio. Pueden sufrir diversas enfermedades, como pérdida de plumas o malestares propios de los papagayos.